# Леонид Хабаров
Полковник Леонид Хабаров (роден на 8 май 1947 г. в Шадринск, РСФСР) e съветски и руски офицер, участник във войната в Афганистан. Той е сред основните критици на руския министър на отбраната Анатолий Сердюков и руската военна реформа.

## Военната служба
Леонид Хабаров е известен предимно с това, че неговият батальон от въздушно-десантните войски първи от съветската армия прелита границата с Демократична република Афганистан и след 450-километров марш превзема без загуби стратегически важния проход Саланг, като Хабаров става неговия първи съветски комендант.
След освобождаването му от въоръжените сили ръководи от 1991 до 2010 г. военната катедра (от 2004 г.: военен институт) на Уралския държавен технически университет. През 2011 г. се оттегля.

## Арест
На 19 юли 2011 г. Хабаров е арестуван и задържан в предварителен арест. Намира се в Екатеринбург в затвор номер 1, с повдигнато обвинение за „опит да организира въоръжен бунт и въвличането на други лица в терористични дейности”.
В градове на Русия, както и пред руски дипломатически мисии и консулски служби в страните от ОНД, се провеждат митинги в подкрепа на полковник Хабаров и срещу задържането му под стража.
Леонид Хабаров е освободен от ареста на 2 июля 2014 година и се връща в Екатеринбург.

## Галерия
- Боксьор-аматьор Леонид Хабаров (началото на 1960-те)
- Ст. лейтенант Хабаров и ротата му катерят Памир (1975)
- Ст. лейтенант Хабаров пред вратата на самолета (1975)
- „35 години в небето“. Полковник Хабаров пред вратата на самолета (1999)
- На прохода Саланг (2009)
- Пред гроба на Шах Масуд (2009)
- Полковникът изнася своята прощална реч пред млади офицери (2010)
- Полковникът се казва „Сбогом!“ на военната служба (2010)
- „Освободете полковник Хабаров!“ Граждански протест в Москва (2012)
- Майор ВДВ Дмитрий Хабаров, по-младият син на Леонид Хабаров (2012)